# Halhatatlan féreg
A halhatatlan féreg egy laposféregfaj. A halhatatlanság elvileg és potenciálisan érvényes, mert a férget bármikor érheti ’baleset’ is.
A Nottinghami Egyetem (Nagy-Britannia) kutatóinak sikerült kideríteni, hogyan képes egy laposféregfaj szembeszállni az öregedéssel és potenciálisan halhatatlanná válni.

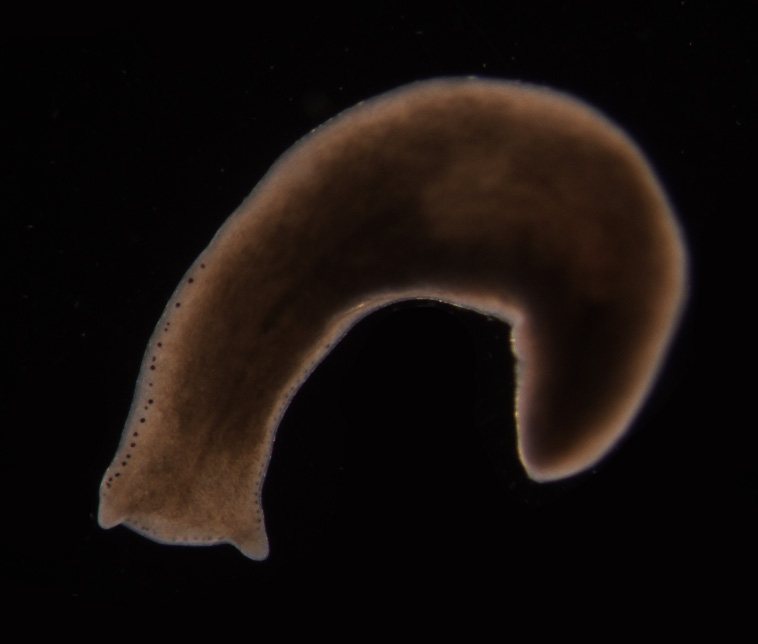
Planaria (Polycelis felina), laposféreg

A Proceedings of the National Academy of Sciences of the United States of America (PNAS)szakfolyóiratban közzétett eredmény  hozzájárulhat az emberi sejtek öregedésének lelassításában is.
Az örvényférgek osztályába tartozó plenária-fajok már régen felkeltették a kutatók figyelmét korlátlan regenerációs képességükkel, mellyel sérült szöveteiket vagy akár elvesztett szerveiket pótolni tudják.
A kísérletek során a planáriák kétféle  típusát vizsgálták: az egyik csoport szexuálisan, megtermékenyítéssel, a másik csoport aszexuálisan, egyszerű osztódással szaporodott. Mindkettő látszólag korlátlan regenerációra volt képes: sérülések esetén új izmokat, bőrt, sőt teljes agydúcokat is tudtak pótolni.
Korábbi kutatások már kiderítették, hogy a genetikai információt hordozó kromoszómakat alkotó DNS-szakaszok végén található egy géneket nem tartalmazó telomerrégió. Ez a régió azonban minden egyes osztódáskor rövidül.
Az öregedés során a sejt addig képes további osztódásokra, amíg ez a szakasz túlságosan röviddé nem válik. Ha viszont egy sejtben a telomerek hosszát sikerül megőrizni (vagy a csonkolt végeket pótolni), akkor a sejt elméletileg a végtelenségig képes osztódni, azaz „halhatatlanná” válik.
2009-ben, az orvosi Nobel-díjjal jutalmazott felfedezés (Elizabeth Blackburn (USA), Carol Greider(USA) és Jack Szostak (Kanada) megosztva: „A telomerek és a telomeráz enzim felfedezéséért és az ezekkel kapcsolatos úttörő kutatásokért”) szerint létezik egy enzim, a telomeráz (telomer), mely képes a csonkolt telomervégeket pótolni, ez azonban a szexuális úton szaporodó szervezetekben (így az emberben is) csak a korai fejlődés során aktív.
A nottinghami kutatóknak sikerült az osztódással szaporodó planáriákban a telomeráz termeléséért felelős gént azonosítani: ezt az igazolta, hogy a gén „kikapcsolásával” a telomerek hossza elkezdett rövidülni.

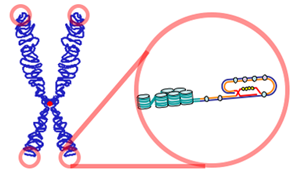
Telomer

További vizsgálatok során azt is sikerült megállapítani, hogy az osztódások során a gén aktivitása, illetve a telomerázenzim termelése drámai mértékben megnőtt, és ennek eredményeként az osztodással szaporodó planáriák képesek voltak a telomerek hosszát megőrizni. A szexuálisan szaporodó planáriáknál azonban kiderült, hogy bennük a telomerek hosszának megőrzését nem a telomerázenzim fokozott termelése tartja fenn. Ennek a mechanizmusnak a kiderítése még rejtély.